# Tibialis-anterior-Syndrom
Das Tibialis-anterior-Syndrom ist ein typisches Kompartmentsyndrom, das durch eine Erhöhung des Gewebedrucks in der Extensorenloge am Unterschenkel gekennzeichnet ist. In dieser Muskelloge befinden sich Musculus tibialis anterior, Musculus extensor hallucis longus und Musculus extensor digitorum longus. Als Auslöser des Tibialis-anterior-Syndroms kommen traumatische Ursachen, wie eine Unterschenkelfraktur, oder eine außergewöhnliche Überlastung der Muskeln, z. B. bei ausgedehnten Wanderungen oder Langstreckenlauf bei Ungeübten, in Frage.
Durch den Druckanstieg in der Muskelloge kommt es zu einer Kompression der Arteria tibialis anterior und durch die dadurch entstehende Minderdurchblutung (Ischämie) der Muskeln zu einer Muskelschwellung, die zu einer weiteren Behinderung des Blutzuflusses führt – es entsteht ein Teufelskreis. Endstadium ist eine Muskelnekrose sowie zusätzlich eine Kompression des Nervus peroneus profundus.
Klinisch äußert sich das Tibialis-anterior-Syndrom mit starken Schmerzen, Schwellung der vorn-seitlichen Unterschenkelmuskulatur und Rötung des betroffenen Hautareals. Der Puls der Arteria dorsalis pedis kann erloschen sein, die Kompression des Nervus peronaeus communis kann zu einem Kribbeln (Parästhesie) und einem Taubheitsgefühl (Hypästhesie) am Fußrücken führen. Über die Zeit kann es zusätzlich zu Lähmungen des Fußes oder einzelner Zehen sowie Zehendeformationen kommen. Eine frühzeitige Abklärung ist angezeigt, falls der Verdacht auf ein Tibialis-anterior-Syndrom besteht.
Therapeutisch ist eine Spaltung der Muskelfaszie umgehend notwendig.